# Józef Warabida
Józef Wacław Warabida ps. „Wir” (ur. 13 marca 1899 w Dobrzelinie, zm. 27 września 1969) – podoficer piechoty Wojska Polskiego II RP, działacz niepodległościowy, kawaler Virtuti Militari, podczas II wojny światowej żołnierz Armii Krajowej i powstaniec warszawski, kapitan ludowego Wojska Polskiego.

## Życiorys
Urodził się 13 marca 1899 w Dobrzelinie, w rodzinie Wojciecha i Marianny z Wójcińskich.
Był członkiem Polskiej Organizacji Wojskowej. W wojnie 1919-1920 służył w stopniu sierżanta w szeregach 30 pułku Strzelców Kaniowskich, za co otrzymał Order Virtuti Militari. W 1937 był w stopniu starszego sierżanta. W składzie 30 pułku uczestniczył w kampanii wrześniowej po wybuchu II wojny światowej. Po nastaniu okupacji niemieckiej od jesieni 1939 był zatrudniony w firmie materiałów budowlanych w Warszawie. Został żołnierzem Armii Krajowej. W AK awansowany na chorążego. W konspiracji posługiwał się pseudonimem „Wir”. Działał w plutonie 233 w 3 kompanii Zgrupowania Żyrafa w ramach Obwodu „Żywiciel” (Żoliborz) AK. Pełnił funkcję dowódcy plutonu. Od sierpnia 1944 brał udział w powstaniu warszawskim walcząc w szeregach Zgrupowania „Sienkiewicz”, przemianowanego na Zgrupowanie „Kuba-Sosna”, a potem w 1 kompanii wypadowej batalionu im. Stefana Czarnieckiego („Gozdawa”). Był szefem kompanii. Członkiem kompanii wypadowej był też jego syn Roman ps. „Mały” (1923-1992). Po upadku powstania był osadzony w Oflagu VII A w Murnau.
Do Polski wrócił 1 września 1945. 19 dnia tego miesiąca został zmobilizowany do ludowego Wojska Polskiego. W 1946 był w stopniu podporucznika, potem awansowany na stopień kapitana. Był oficerem gospodarczy Obozu Pracy Jeńców Niemieckich w Warszawie. Z dniem 8 stycznia 1954 został zwolniony od powszechnego obowiązku wojskowego
Zmarł 27 września 1969. Został pochowany na Cmentarzu Wojskowym na Powązkach w Warszawie.

## Ordery i odznaczenia
- Krzyż Srebrny Orderu Virtuti Militari – 28 lutego 1921[8]
- Krzyż Walecznych dwukrotnie (1921[9], 13 września 1939)[2]
- Medal Niepodległości 21 kwietnia 1937 „za pracę w dziele odzyskania niepodległości”[10][1][11]
- Srebrny Krzyż Zasługi (1946)[6]
- Brązowy Krzyż Zasługi (ok. 1934/1935)[2]
- Medal 10-lecia Polski Ludowej (11 listopada 1955)[12]
- Medal Dziesięciolecia Odzyskanej Niepodległości[2]
- Srebrny Krzyż Zasługi z Mieczami (2 listopada 1944)[2]
- Krzyż Armii Krajowej[2]
- Warszawski Krzyż Powstańczy – pośmiertnie[2]